# Ardipithecus
Gli ardipitechi (Ardipithecus White et al., 1995) sono un genere estinto di primati appartenenti alla famiglia Hominidae, vissuto in Africa tra il Miocene e il Pliocene.
Questo genere comprende due specie:
- Ardipithecus kadabba,  i cui resti sono stati scoperti in Etiopia nel 2001
- Ardipithecus ramidus,  i cui resti sono stati scoperti in Etiopia nel 1992-1993

## Caratteristiche

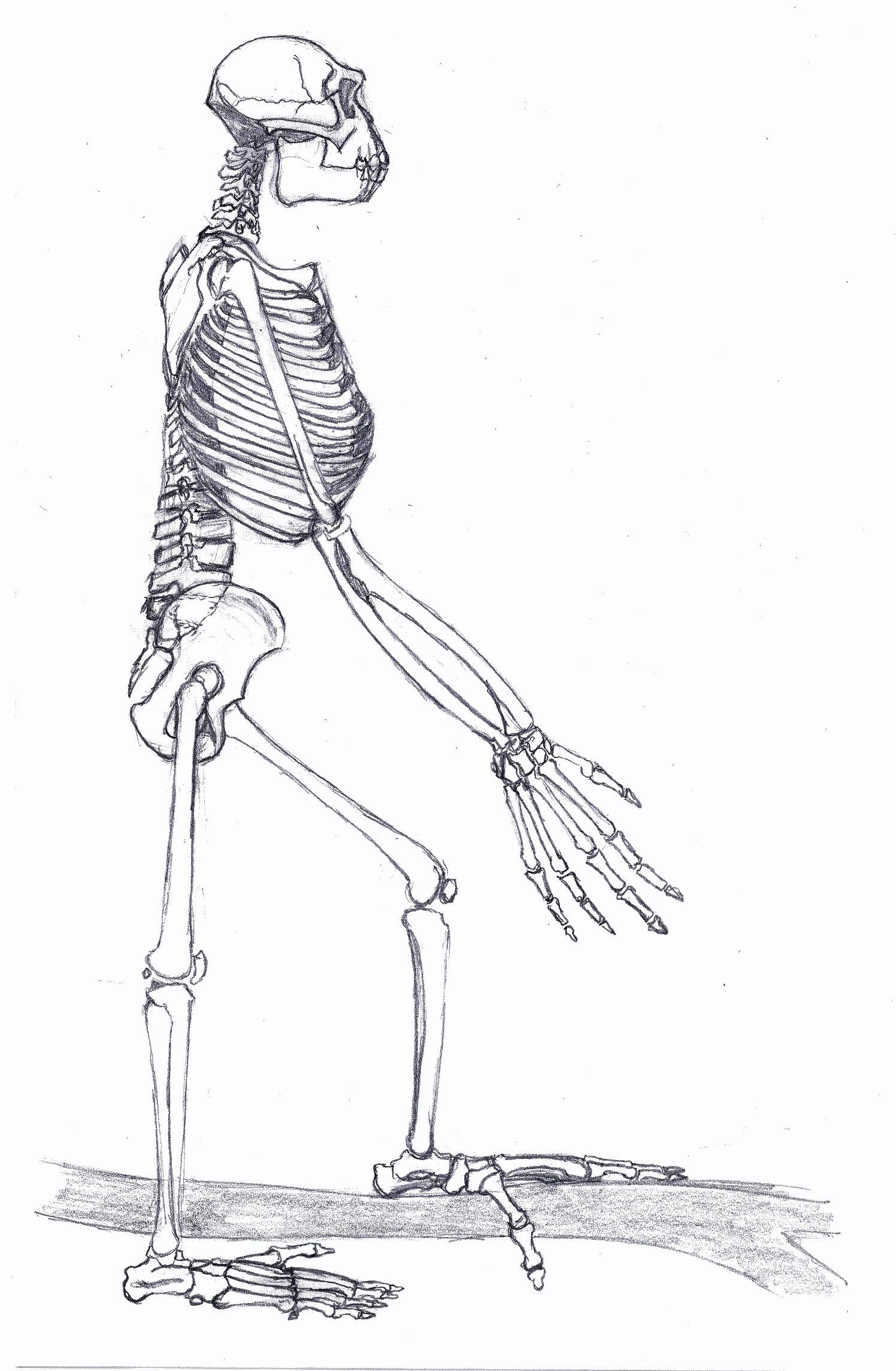
Ricostruzione scheletrica di A. ramidus

Tutti i resti fossili riconducibili a questi ominidi sono stati scoperti in Etiopia a partire dal 1992 e sono stati datati tra i 5,6 e i 4,4 milioni di anni fa (tra il tardo Miocene e il Pliocene inferiore), motivo per cui gli ardipitechi sono considerati tra i primi antenati dell'uomo.
Si pensa che avessero già una struttura bipede, con dimensioni simili a quelle degli scimpanzé e una capacità cranica di circa 350 cm³.
Il nome Ardipithecus deriva dalla lingua afar (ardi, "terra") e dal greco (πίθηκος, píthekos, "scimmia"), e significa pertanto "scimmia terricola".

## Ritrovamenti

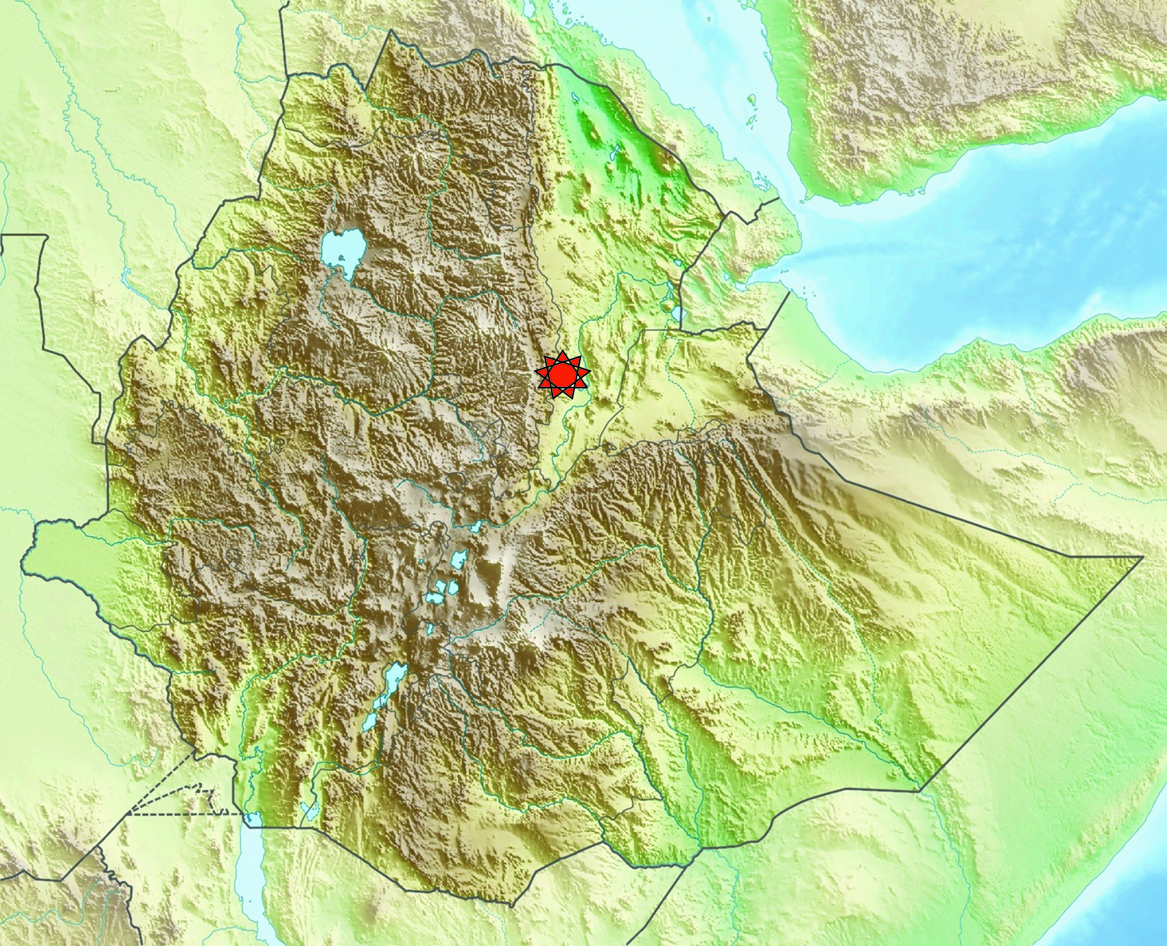
Mappa dell'odierna Etiopia con la zona dei ritrovamenti segnata in rosso (regione degli Afar).

Tra il 1992 e il 1993 un gruppo di ricerca guidato da Tim White scoprì i primi fossili di A. ramidus presso la depressione di Afar, in Etiopia: diciassette frammenti tra cui cranio, mandibola, denti e ossa delle braccia. Altri frammenti sono stati recuperati nel 1994, pari al 45% dello scheletro totale. Questo fossile fu originariamente descritto come una specie di Australopithecus, ma White e i suoi colleghi pubblicarono in seguito un appunto nella stessa rivista che ribattezzò il fossile sotto un nuovo genere: Ardipithecus. Tra il 1999 e il 2003 un gruppo guidato da Sileshi Semaw ha scoperto ossa e denti di nove individui di A. ramidus nella regione degli Afar: i fossili sono stati datati tra i 4,35 e i 4,45 milioni di anni fa.